# Bethel Island
Bethel Island è un census-designated place degli Stati Uniti d'America, nello stato della California, nella Contea di Contra Costa. Nel 2010 contava 2.137 abitanti. Bethel Island si trova nell'omonima isola californiana.